# فورت بای گوتوایگ
فورت بای گوتوایگ (به آلمانی: Furth bei Göttweig) یک منطقهٔ مسکونی در اتریش است که در ناحیه کرمس-لاند واقع شده‌است. فورت بای گوتوایگ ۲٬۷۲۶ نفر جمعیت دارد.

## خواهرخوانده
شهرهای فورت ایم والد، Ludres و دوماژلیتسه خواهرخوانده‌های فورت بای گوتوایگ هستند.